# (21056) 1991 CA1
1991 سي أي 1 (ويعرف أيضًا باسم (21056) 1991 سي أي 1 وفق تسمية الكوكب الصغير) (بالإنجليزية: 1991 CA1)‏ هو كويكب ضمن حزام الكويكبات؛ وترتيبه 21056 من حيث الاكتشاف.
اكتُشف هذا الجُرم الفلكي بواسطة اليانور إف. هيلين في 14 فبراير 1991.

## وصلات خارجية
- (21056) 1991 CA1 في قاعدة بيانات مختبر الدفع النفاث لأجرام النظام الشمسي الصغيرة

- الاكتشاف · مخطط المدار ·  العناصر المدارية · المعلمات المادية

- (21056) 1991 CA1 على موقع ويكي سكاي: DSS2, SDSS, GALEX, IRAS, Hydrogen α, X-Ray, Astrophoto, Sky Map, Articles and images